# Henrik Gabriel Portham
Henrik Gabriel Porthan (Viitasaari, 1739 – Turku, 16 marzo 1804) è stato uno scrittore e linguista finlandese.
Docente all'università di Turku dal 1777, fondò nel 1770 la società Aurora per la divulgazione culturale. Confrontò il finnico col greco e l'ebraico, ma ritenne più importante la comparazione tra le varie lingue ugro-finniche. Fu maestro di Frans Michael Franzén.
Gli è stato dedicato l'asteroide 2333 Porthan.